# 7.65×21mm魯格彈
7.65×21毫米帕拉貝倫彈（英語：7.65×21mm Parabellum，C.I.P.正名為7,65帕拉貝倫，又名.30魯格或7.65mm魯格彈），是一款德國德意志武器及彈藥工廠（DWM）於1898年為魯格手槍所研發的手槍彈藥。這款彈藥的主設計者有格奧爾格·魯格和胡戈·博查特，他们也是之前的7.65×25毫米博查特彈的設計者。